# Der Untergang der Cosa Nostra
Der Untergang der Cosa Nostra (Alternativtitel TV: Der Todeskuss der Cosa Nostra, Alternativtitel Kauf-DVD: Iron Rules) ist ein HBO-Fernsehfilm aus dem Jahre 1996, der von Robert Harmon inszeniert wurde. Armand Assante spielt die Hauptfigur, den berühmt-berüchtigten Mafioso John Gotti, der innerhalb der Gambino-Familie bis zum Boss aufstieg. Assante gewann den Preis Emmy Award for Outstanding Lead Actor in a Miniseries or Special und wurde für den Golden Globe nominiert.

## Handlung
Der Vorspann spielt im Jahre 1992. Gotti sitzt im Gefängnis und sinniert über den Sinn des Lebens und die La Cosa Nostra. Seiner Meinung nach müsse man sich an die Regeln der Mafia halten, weil sonst alles den Bach runterginge. Dann macht er sich Sorgen, dass die italienische Vorherrschaft im Organisierten Verbrechen gebrochen werden könnte. Die Folge seien Bandenkriege. Jamaikaner, Asiaten, Russen würden das Land nicht lieben und Chaos und Anarchie bringen. In 5 bis 10 Jahren werde man ihn vermissen.
1972: Der greise Gambino steht noch als Oberhaupt an der Spitze der Familie, Unterbosse sind Paul Castellano und Aniello Dellacroce, der mit Gotti ein Vater-Sohn-Verhältnis hat. Gotti ist erfolgreicher Soldat in der Gambino-Familie und ist bei der Führung angesehen, da er viel Geld bringt.
Der Boss Don Carlo Gambino sagt ihm, dass er keine Drogengeschäfte wünsche, da die Polizei das nicht tolerieren könnte. Dann beauftragt er ihn mit einem Mord. Paul Castellano stellt Gotti gegen dessen Willen einen debilen Killer, Ralph Galione, zur Seite, der zu seiner Crew gehört. Dieser bringt Gotti fast in Lebensgefahr und Gotti beseitigt ihn zur Strafe.
Damit verstößt er eklatant gegen das Mafiagesetz. Einerseits, weil er einem anderen Capo damit einen Mitarbeiter wegnimmt und andererseits weil der Ermordete ein Vollmitglied war und ohne triftigen Grund nicht ermordet werden durfte. Castellano verlangt Gottis Beseitigung, aber Dellacroce kann den Boss noch zu einer Begnadigung überreden. Er teilt Gotti mit, dass Castellano seine Ermordung gefordert hatte und nur durch Dellacroce dazu gebracht werden konnte, ihn zu begnadigen. Gotti geht für einige Jahre ins Gefängnis, um Ermittlungsdruck von der Familie zu nehmen. Gotti sitzt drei Jahre im Gefängnis und wird nach seiner Entlassung zum Crew-Boss (Caporegime) ernannt. Er muss aber auch feststellen, dass Castellano, den er hasst, die Führung übernommen hat. Damit zieht ein Konflikt zwischen den italoamerikanischen und den aus Sizilien stammenden Mafiosi auf. Auch die unterschiedliche Meinung zum Thema Drogenhandel stellt ein gewaltiges Konfliktpotenzial dar. Gotti fügt sich nur widerwillig und Castellano bleibt die Widerspenstigkeit nicht verborgen.
Seit seiner Entlassung wird er permanent vom FBI überwacht. 1980 wird Gottis zwölfjähriger Sohn versehentlich von einem Nachbarn überfahren und getötet. Gotti verlangt, dass der Nachbar nicht angerührt wird, dennoch ermorden seine Kollegen den Nachbarn. Gotti gerät in Streit mit einem LKW-Fahrer, den er auf offener Straße zusammenschlägt. Daraufhin wird er festgenommen. Sein Prozess erregt öffentliches Interesse und er wird von der Presse belagert. Castellano denkt über die Beseitigung Gottis nach, die anderen Mafiosi aus der Familie versuchen ihm das auszureden. Gleichzeitig denkt Gotti über die Beseitigung Castellanos nach, was Aniello Dellacroce ihm auszureden versucht. Er erinnert Gotti daran, dass ohne die Genehmigung der Commision, gemeint ist der oberste Mafia-Rat der USA, ein Boss nicht getötet werden dürfe. Am 2. Dezember 1985 liegt Dellacroce im Sterben und denkt über das Leben nach und gibt Gotti mit auf den Weg, seine Ehre nicht zu verlieren. Dann stirbt er in Gottis Armen.
Am 16. Dezember 1985 nimmt Gotti an einer Verschwörung gegen Paul Castellano teil und lässt diesen vor einem Steakhaus in New York ermorden. Gotti sitzt während der Ermordung auf der anderen Straßenseite und beobachtet das Geschehen. Danach übernimmt er die Macht in der Familie.
Gravano hatte an der Verschwörung mit teilgenommen. Die Staatsanwaltschaft versucht Gotti zu überführen. Allerdings scheitert dieses Vorhaben, weil Zeugen sich nicht trauen, gegen ihn auszusagen. In der New Yorker Öffentlichkeit wird Gotti langsam zu einem Medienstar, was dazu führt, dass er nach Autogrammen gefragt wird. Weitere Anklagen scheitern und er wird in der Presse als „Teflon-Don“ bezeichnet.
Der ehemalige Consigliere Joe Armano warnt Gotti davor, dass er die Regeln verletze. Die Cosa Nostra verlange Diskretion und er würde durch seine Medienauftritte zu viel Aufmerksamkeit auf sich ziehen. Aber Gotti will auf diesen Ratschlag nicht hören. Die Mitarbeiter wiegeln ihn erfolgreich gegen Robert „DeeBee“ DiBernardo auf und Gotti genehmigt dessen Ermordung. Das FBI verwanzt die Wohnung und Geschäftsräume Gottis. Als das FBI ein neues Verfahren vorbereitet, rät ihm sein Rechtsanwalt zu einem strafprozessualen Deal, was dieser wütend zurückweist. Als Gotti über die Ermordung DiBernardos spricht, hört das FBI dies ab. 1990 hat das FBI genug gesammelt und kann Gotti, Frank Locascio und Gravano festnehmen. Nachdem die Bänder vorgespielt wurden, erfährt Gravano, dass Gotti hinter seinem Rücken schlecht über ihn redet. In der Zelle machen sich Gravano und Gotti gegenseitig Vorwürfe. Gravano wirft Gotti Größenwahn und Verrat vor. Gravano geht ins Zeugenschutzprogramm und sagt gegen die Bande aus, was Gotti eine lebenslange Haftstrafe unter anderem wegen Verstoßes gegen den RICO-Act und Mordes einbringt.

## Auszeichnungen und Nominierungen für Filmpreise
- Satellite Awards 1996
  - Nominiert für den besten Nebendarsteller in einem Fernsehfilm oder einer Miniserie: Anthony Quinn

- Emmy 1997
  - Armand Assante: Outstanding Lead Actor in a Miniseries or Special
  - Nominiert: Outstanding Made for Television Movie (Gary Lucchesi als Ausführender Produzent, David Coatsworth, Robert McMinn)

## Hintergrund
- Gotti war während seiner aktiven Zeit eine Art Medienstar, der besonders die New Yorker faszinierte.
- Hinsichtlich des ermordeten Nachbarn nimmt sich der Regisseur künstlerische Freiheit heraus. Er wurde in Wirklichkeit nicht tot liegengelassen, sondern verschleppt, ermordet und in einem Massengrab für Mafiaopfer verscharrt.
- Im Film wird der Mord an dem Nachbarn nicht von Gotti befohlen. Jahre später gab Gottis Sohn John Gotti Jr. in einem Interview bekannt, dass er glaube, das sein Vater den Befehl zum Mord gegeben hat.
- Der Film beruht auf der Arbeit des Reporters Jerry Capeci, der auch als Produzent agierte.
- Etliche spätere „Sopranos“-Darsteller spielten in dem Film Haupt- und Nebenrollen.